# Pleiospermium littorale
Pleiospermium littorale är en vinruteväxtart som först beskrevs av Friedrich Anton Wilhelm Miquel, och fick sitt nu gällande namn av Tyôzaburô Tanaka. Pleiospermium littorale ingår i släktet Pleiospermium och familjen vinruteväxter. Inga underarter finns listade i Catalogue of Life.